# Przechlewo
Przechlewo (Duits: Prechlau) is een dorp in het Poolse woiwodschap Pommeren, in het district Człuchowski. De plaats maakt deel uit van de gemeente Przechlewo en telt 2800 inwoners.

## Verkeer en vervoer
- Station Przechlewo